# Uqqummiut
Circonscription électorale territoriale du Canada
Uqqummiut est une circonscription électorale territoriale canadienne de l'Assemblée législative du Nunavut.
La circonscription correspond à la communauté de Clyde River et Qikiqtarjuaq. 
Tous les candidats sont indépendants étant donné qu'il n'y a aucun parti politique à l'Assemblée législative du Nunavut.

## Résultats des élections
| Élections générales du Nunavut de 1999 |                             |      |         |
|                                        | Nom                         | Vote | %       |
|                                        | David Iqaqrialu             | 232  | 42,80 % |
|                                        | Tommy Enuaraq               | 187  | 34,50 % |
|                                        | Pauloosie Paniloo           | 123  | 22,70 % |
| Total des bulletins valides            | Total des bulletins valides | 542  | 100%    |

| Élections générales du Nunavut de 2004 |                             |      |         |
|                                        | Nom                         | Vote | %       |
|                                        | James Arreak                | 148  | 26,87 % |
|                                        | Phoebe Palluq Hainnu        | 102  | 18,65 % |
|                                        | Samuel Nuqingaq             | 83   | 15,17 % |
|                                        | Stevie Audlakiak            | 79   | 14,44 % |
|                                        | Lootie Toomasie             | 66   | 12,07 % |
|                                        | David Iqaqrialu             | 60   | 10,97 % |
|                                        | Peter Iqalukjuak            | 9    | 1,83 %  |
| Total des bulletins valides            | Total des bulletins valides | 547  | 100%    |

| Élections générales du Nunavut de 2008 |                             |      |        |
|                                        | Nom                         | Vote | %      |
|                                        | James Arreak                | 218  | 40,4 % |
|                                        | Loasie Audlakiak            | 212  | 39,3 % |
|                                        | Igah Hainnu                 | 110  | 20,4 % |
| Total des bulletins valides            | Total des bulletins valides | 540  | 100%   |

## Annexe